# Доротея Сусанна Пфальцская
Доротея Сусанна Пфальцская (нем. Dorothea Susanne von der Pfalz; 15 ноября 1544, Зиммерн 8 апреля 1592, Веймар) — принцесса Пфальцская, в замужестве герцогиня Саксен-Веймарская.

## Биография
Доротея Сусанна — дочь курфюрста Фридриха III Пфальцского и его супруги Марии Бранденбург-Кульмбахской, дочери маркграфа Казимира и Сусанны Баварской.
15 июня 1560 года Доротея Сусанна вышла замуж в Гейдельберге за герцога Иоганна Вильгельма I Саксен-Веймарского. Супруги проживали преимущественно в Веймаре. После смерти Иоганна Вильгельма опекуном детей Доротеи Сусанны во избежание религиозного влияния матери был назначен курфюрст Саксонии Август. Вдове назначили новое место проживания за пределами Веймара. Доротея Сусанна похоронена в веймарской городской церкви Святых Петра и Павла.

## Потомки
В браке с Иоганном Вильгельмом родились:
- Фридрих Вильгельм I (1562—1602), герцог Саксен-Альтенбурга, женат на Софии Вюртембергской (1563—1590), затем на пфальцграфине Анне Марии Нейбургской (1575—1643)
- Иоганн III (1570—1605), герцог Саксен-Веймара, женат на Доротее Марии Ангальтской (1574—1617)
- Сибилла Мария (1563—1569)
- Мария (1571—1610), аббатиса Кведлинбургского монастыря.